# بيل أوغيلفي
بيل أوغيلفي (بالإنجليزية: Bill Ogilvie)‏ (1932 في المملكة المتحدة - 2011 في المملكة المتحدة) هو مدرب كرة قدم ولاعب كرة قدم بريطاني في مركز قلب الدفاع. لعب مع نادي مونتروز لكرة القدم وفورفار أثلتيك ‏.